# 라 도블레 비다 데 에스텔라 카리요
《라 도블레 비다 데 에스텔라 카리요》(스페인어: La doble vida de Estela Carrillo)은 2017년 방영된 멕시코의 텔레노벨라이다.